# 八条院領
八条院領（はちじょういん-りょう）は、中世の荘園公領制下における王家領荘園群の一つ。

## 概要
院御所鳥羽殿東殿の仏堂の後身の安楽寿院領を中心に鳥羽院領と美福門院領を相続した八条院暲子内親王の所領を起源とする。安楽寿院領48箇所のほか、八条院庁領79箇所、さらに歓喜光院領26箇所、蓮華心院領15箇所、真如院領10箇所、弘誓寺領8箇所、智恵光院領5箇所、禅林寺今熊野社領3箇所などの御願寺社領を含む220ヵ所以上にのぼった。八条院は二条天皇の准母、続いてその異母弟である以仁王の猶母となり、八条院領は彼らの経済的な後ろ盾になったと考えられるが、ともに八条院より先に没したために正式な継承者になることはできなかった。
これらの所領は八条院→春華門院昇子内親王→順徳天皇→後高倉院→安嘉門院→亀山院→後宇多院→昭慶門院憙子内親王→後醍醐天皇に伝わり大覚寺統の主要な経済基盤となった。

## 八条院領と戦乱

### 治承・寿永の乱
治承4年（1180年）、八条院の猶子である以仁王が反平氏の兵を挙げた以仁王の挙兵の際、以仁王の令旨が八条院領荘園に伝えられた。また、この挙兵は美福門院から八条院に仕えてきた源頼政一族、八条院蔵人の源行家・源仲家、八条院領荘園の在地領主であった足利義清・下河辺行義といった武士が関係していた。

### 元弘の乱
元弘元年（1331年）の元弘の乱の際は、後醍醐天皇の綸旨が八条院領荘園に伝えられ、八条院（安楽寿院）領足利荘の足利高氏の挙兵の契機の一つとなったとされる。

### 南北朝
足利尊氏が京都に持明院統（北朝）を擁立し後醍醐が吉野に南朝朝廷を構え南北朝体制となった後、全国的には足利・北朝方が概ね優勢であったため、持明院統の所領である長講堂領が衰えながらも多くは維持されたのに対し、八条院領は解体することになる。
南北朝合一時の明徳の和約でも、持明院統所領として長講堂領が確認されたのに対して大覚寺統には国衙領をあてがうとされ、八条院領の回復は、なされなかった。

## 主な所領
- 下河辺荘
- 足利荘
- 矢野荘
- 千葉荘
- 四宮荘